# عبدالکریم ایادی
عبدالکریم ایادی دره رزگاهی (۱۲۸۶ – ۱۳۵۹) ارتشبد، پزشک و دوست نزدیک محمدرضا پهلوی بود.

## زندگی
عبدالکریم ایادی فرزند محمدتقی در سال ۱۲۸۶ در تهران متولد شد. نام فامیل ایادی از لقب پدرش «ایادی امرالله دره رزگاهی» گرفته شده، که یکی از خادمین دیانت بهایی بوده است. مادرش، منیره دختر علی‌اکبر شهمیرزادی از خواص بهائی و از بنیانگذاران مدرسه تأییدیه، دوشیزگان وطن، انجمن حریت و از مبلغان کشف حجاب در دوره پهلوی اول در تهران بود. ایادی در فرانسه ابتدا دانشجو دامپزشکی بود، پس از مدتی تغییر رشته داد و در پزشکی مشغول تحصیل گردید، در واقع دو سال رشته دامپزشکی او را به عنوان دوره مقدماتی پذیرفتند؛ وی پس از پایان تحصیلات راهی ایران شد و به خدمت ارتش شاهنشاهی ایران درآمد.
ایادی ابتدا پزشک مخصوص علیرضا پهلوی بود. سپس پزشک مخصوص محمدرضا پهلوی و در سال‌های میانی دهه ۱۹۵۰، ایادی تبدیل به یکی از نزدیکترین محرم‌های اسرار محمدرضا پهلوی شد. او در سال‌های ۱۹۶۰ و ۱۹۷۰، قدرت سیاسی و اقتصادی ایادی رشد سریعی داشت وی همیشه در دربارهٔ شاهنشاهی به عنوان چاپلوس شاه شهرت داشت و در دربار شاهنشاهی به غیر از شاه و خانواده‌اش محبوبیتی نداشت. در سال ۱۹۷۵، ساواک گزارش داد که ایادی کمتر از ۸۰ شغل ندارد. نخست وزیران و سفیران معمولاً در زمانی که شاه در مسافرت و تعطیلات به سر می‌برد، نمی‌توانستند به وی پیغامی برسانند، اما چون می‌دانستند که ایادی از نزدیک‌ترین اشخاص به محمدرضا شاه پهلوی است، پیغام خود را به وی می‌دادند و ایادی پاسخ شاه را برای آنان می‌آورد. در سال ۱۹۶۸ که امیرعباس هویدا نخست‌وزیر بود، قصد داشت شاه را از مشکلات اولیه در سیستم حمل و نقل اتوبوس تهران و چاله‌های زیاد موجود در خیابان‌های این شهر آگاه کند، بنابراین به ایادی پیغامی فوری فرستاد و ایادی پاسخ شاه را برای وی آورد؛ بنابراین ایادی بیشتر از آنکه صرفاً یک پزشک مخصوص برای محمدرضا شاه پهلوی بوده باشد، نقش یک رئیس، محرم اسرار و مشاور در امور سلامت شاه را داشته است.
میلانی، ایادی را سرشناس‌ترین بهایی دوران محمدرضا پهلوی می‌نامد. گزارشی از سیا نشان می‌دهد که ایادی از تأثیرگذارترین افراد در جلوگیری از آزار و اذیت بهائیان توسط مسلمانان ایران بوده است.
از اوایل سال ۱۹۷۴، ایادی نقشی مهم در تصمیم‌گیری‌های درازمدت برای محمدرضا پهلوی و ایران داشت. در آوریل ۱۹۷۴، ایادی متوجه بزرگ شدن طحال شاه گردید. به درخواست وی پزشکان فرانسوی برای معالجه وی آمدند و سرطان خون را تشخیص دادند. ایادی از دکترها خواست تا لفظ سرطان را از محمد رضا پنهان نگهدارند. ایادی به همراه پزشکان معالج شاه پروفسور ژان برنارد و پروفسور عباس صفویان تصمیم گرفتند بیماری محمدرضا شاه را از وی، فرح و رضا ولیعهد وی و ملت ایران مخفی نگه دارند.
با نزدیک تر شدن به انقلاب ایران، دارایی‌های ایادی تغییرات شدیدی کرد. وی با شهادت گروهی از مخالفانش، در دادگاه محاکمه شد و شغلش را از دست داد و همچنین نامه‌های ناشناسی به وی می‌رسید که وی را به مرگ تهدید می‌کردند. هنگامی که یکی از دیگر بهائیان مشهور آن دوران ژنرال علی‌محمد خادمی در خانه‌اش کشته شد، مهری راسخ (خواهرزاده ایادی)، به وی اصرار کرد که ایران را ترک کند. شرایط به گونه ای شد که با وجود قدرت و نفوذ ایادی، وی و دیگر سران بهایی تحت نظارت ساواک قرار گرفتند؛ ولی ساواک گزارش می‌داد که چیزی علیه ایشان پیدا نمی‌کند.
ایادی از جمله نزدیکان شاه بود که پاسپورت و ویزای خروج از کشور را با مداخله شخص شاه گرفت. وقتی ایادی اولین بار شخصاً به وزارت امور خارجه رفت تا پاسپورت بگیرد، با مخالفت مقامات روبرو گردید. ایادی با دربار تماس گرفت و درخواست کمک کرد. پس از حدود ۱ ساعت، خود وزیر امور خارجه، شخصاً پاسپورت ایادی را صادر نمود. همین ماجرا در فرودگاه نیز تکرار شد و مقامات پایین با خروج ایادی مخالفت می‌کردند و محمدرضا شاه باز هم مداخله کرد. پس از خروج ایادی شایعاتی مبنی بر اختلاس مبلغ بسیار زیادی توسط ایادی بر سر زبان‌ها افتاد. گروهی بیان داشته‌اند که ایادی مبلغ ۲۷۵ میلیون تومان (۷۰ میلیون دلار) از ایران ارز خارج کرده است و این در حالی است که خانواده ایادی مدعی هستند که ایادی با دست خالی از ایران خارج شده است. املاکی که از وی در ایران باقی ماند زمین‌های کوچکی بود که توسط جمهوری اسلامی مصادره گردید.
ایادی در سال‌های آخر عمر و درحالی‌که از بیماری سرطان رنج می‌برد به پاریس و و از آنجا به ژنو به نزد برادرش رفت. وی در سال ۱۳۵۹ خورشیدی در ژنو به علت همین بیماری درگذشت. میلانی می‌نویسد با وجود اینکه ایادی حدود ۳۰ سال با محمدرضا شاه پهلوی روابط بسیار نزدیک داشت، اما محمدرضا شاه نامی از وی در کتاب پاسخ به تاریخ نیاورده است.